# ثوراكابوتي
ثوراكابوتي (بالإسبانية: Zurracapote)‏ مشروب إسباني مختلط مشهور، يشبه سانغريا.
يتكون من النبيذ الأحمر الممزوج بالفاكهة مثل الخوخ والليمون والسكر والقرفة. يُترك الخليط تقليديًا لينقع لعدة أيام، على الرغم من أن بعض الوصفات تدعو إلى إضافة المشروبات الكحولية الأخرى والعصائر ومستخلصات الفاكهة. والنتيجة هي مشروب كحولي من خفيف إلى متوسط، مماثل لسانجريا.
عادة ما يُحضَّر المشروب في أوعية كبيرة خلال المهرجانات المحلية مع العديد من الاختلافات المحلية في الوصفة. كانت المشروب الأول في قلهرة، حيث طورت «بينيا فيليبس» الوصفة من خلال عدة مسابقات. إنه المشروب النموذجي لمنطقة لاريوخا والمناطق المجاورة مثل شمال بورغوس وسوريا وريبيرا نافارا وإقليم الباسك. تم إعداده في مقاطعات إسبانية أخرى، مثل البسيط وشمال غرناطة وسيوداد ريال وكوينكا وغوادالاخارا.